# 康凱 (1972年)
康凱（1972年3月1日—），男，北京人，中國演員。康凱習武出身，并于電影學院科班畢業。

## 生平
康凱是北京人，七歲就開始習武，十八歲就和朋友合開了一家武館，主教散打。港台功夫片的流行，也讓康凱走上了表演道路，1995年他考入北京電影學院，主修導演和編劇。他入行多年來當過武術指導、演員、導演，參與過《神偷燕子李三》、《包公生死錄》等片的製作，曾與元彪、鮑國安等演員有過合作。
2001年於《秦始皇》飾演戎翟公，2010年於《三國》飾演張飛，2011年《新水滸傳》飾演李逵，2012年《楚漢傳奇》飾演樊噲，2013年《精忠岳飛》飾演牛皋，2015年於《大宋傳奇之趙匡胤》飾演張瓊，2023年於《卧龙：苍天陨落》飾演張飛。除演員身份外，並曾擔任武術指導、製片、副導演、及導演等等職務。

## 外部鏈結
- 康凱的新浪微博
- 康凱在豆瓣上的资料（简体中文）